# La città perduta (film 1995)
La città perduta (La cité des enfants perdus), conosciuto anche come La città dei bambini perduti, è un film del 1995 diretto da Jean-Pierre Jeunet e Marc Caro. È un film di fantascienza ambientato in un futuro prossimo rappresentato con uno stile che ricorda quello steampunk.
Dal film è stato tratto un videogioco nel 1997, The City of Lost Children, prodotto da Psygnosis per PC e Sony PlayStation.

## Trama
In una piattaforma sul mare, Irvin, un cervello parlante immerso in un acquario introduce la storia di uno scienziato, il quale non avendo né moglie né figli, decise di ricrearli in provetta, ottenendo però in ognuno dei difetti. Sulla piattaforma, Krank, concepito con l'ambizione di essere l'uomo più intelligente del mondo, invecchia prematuramente perché non riesce a sognare. I suoi fratelli, cloni di un differente uomo con il problema del sonno facile, lo aiutano facendo rapire i bambini della vicina città portuale, in modo da poterne rubare i sogni. I rapimenti vengono effettuati dalla setta di cyborg dei Ciclopi, che ottiene in cambio occhi e altra strumentazione meccanica dai fratelli cloni e mademoiselle Bismuth, una nana concepita per essere la più bella principessa del mondo.
Le sedute a cui si sottopone Krank per trovare la cura della malattia continuano a fallire, poiché i bambini rapiti sono spaventati dalla sua figura e sognano solo incubi. Una notte, i Ciclopi rapiscono Denrée, fratellino di One, un ragazzo che fa dimostrazioni di forza per guadagnarsi da vivere durante il carnevale. Nell'inseguimento, One incontra prima la banda di ladri ragazzini capitanata dall'orfana Miette e in seguito gli stessi mandanti dei furti, una coppia di gemelle siamesi dal nome Octopus legate in un solo corpo. Queste lo assumono per rapinare una cassaforte e una volta eseguito il colpo, One si fa distrarre dal furgone dei Ciclopi facendo cadere la cassaforte in mare.
Miette capisce le emozioni di One e decide di aiutarlo portandolo nel quartier generale dei Ciclopi, finendo però entrambi catturati mentre vedono vendere Denrée e altri bambini a Bismuth. Le Octopus assumono allora il prestigiatore Marcello per liberarlo, lasciando che Miette diventi cibo per i pesci, come vendetta per non aver consegnato loro il bottino. Nell'attesa che i due prigionieri immobilizzati cadano in acqua a causa del loro peso su delle passerelle, Marcello inietta in un ciclope una sostanza che scatena l'aggressione, utilizzando una pulce da lui addestrata.
Nella confusione Marcello libera One perdendo però la bambina, che finisce in fondo al mare causando la disperazione di entrambi. Miette viene salvata da un palombaro, che con un sottomarino va alla ricerca degli oggetti gettati in mare dalla città. Ritornando in superficie, trova One ubriaco e lo salva dalla cattura delle gemelle con l'aiuto dei suoi ex compagni. Dopo un recupero di oggetti del palombaro, una serie di eventi causa lo sprigionamento di una sostanza fumosa che si diffonde nella città e che è in realtà un messaggio del cervello Irvin. La sostanza si inserisce nel sonno di Miette e del palombaro, che li portano a realizzare i mandanti dei rapimenti e la loro posizione sulla piattaforma.
Le Octopus ordinano la morte di Marcello per non aver consegnato One e utilizzano la sua pulce per bloccare la fuga di Miette e del ragazzo. One colpisce Miette più volte, ma a causa delle sue lacrime, una nuova serie fortuita di eventi lo fa rinsavire. Marcello li raggiunge, utilizza a sua volta la pulce sulle sorelle e in seguito le uccide facendo scatenare una combustione di un liquido su cui erano finite.
Mentre Krank si accorge della mancanza di paura di Denrée, il palombaro, Miette e One arrivano sulla piattaforma, il primo per farla saltare in aria e i secondi per liberare i bambini. One allontana i fratelli cloni uno dietro l'altro, ma viene fatto cadere in mare da Bismuth, che muore dopo essere stata colpita dal palombaro. Quest'ultimo è in realtà lo scienziato autore della loro esistenza che, pentito delle sue azioni, decide di morire assieme al suo laboratorio. Poco prima che riesca a piazzare tutta la dinamite, Miette si inserisce nel sogno di Krank facendolo impazzire e salvando Denrée. One si risveglia sui tralicci della piattaforma, recupera in seguito Miette e libera i rimanenti bambini abbandonando infine la struttura. Una volta pronto per l'esplosione, lo scienziato cambia idea e chiede aiuto, ma mentre vede fuggire anche i suoi figli cloni in barca con Irvin, un uccello attiva l'esplosione, uccidendolo.

## Distribuzione
Il film è stato presentato in concorso al 48º Festival di Cannes e ricevette un grande successo a livello internazionale, venendo distribuito negli Stati Uniti con il titolo The City of Lost Children. In Italia, nonostante il grande successo del precedente Delicatessen dello stesso Jean-Pierre Jeunet, è stato distribuito solo per il mercato dell'home video.

## Accoglienza
Il film ha ottenuto l'80% di recensioni critiche positive su 54 totali e un voto medio 7/10 dal sito Rotten Tomatoes e 12 recensioni critiche positive su 16 da quello Metacritic, ottenendo un punteggio metascore di 73.

### Incassi
Il film ha fatto registrare al botteghino francese un incasso di 1,74 milioni di dollari, a fronte di un budget di produzione di 18 milioni.

## Riconoscimenti
- Premi César 1996
  - miglior scenografia
- Golden Reel Award
  - Best Sound Editing